# Weikersheim

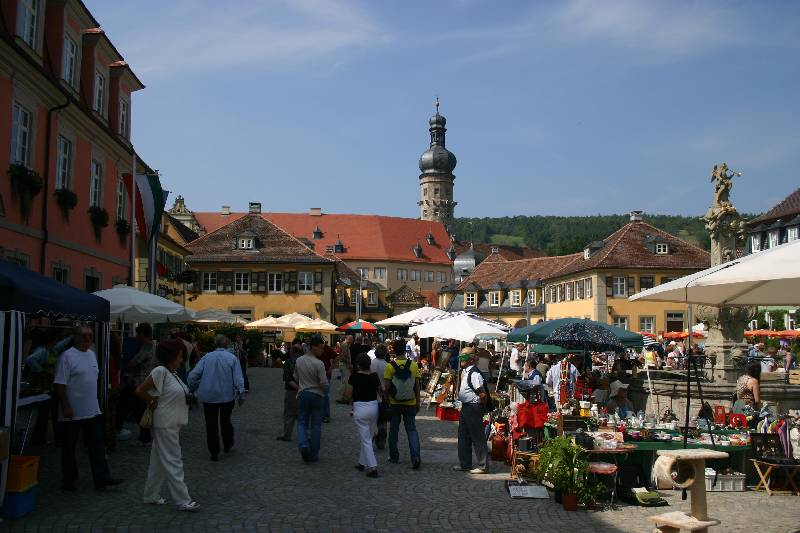
Chợ

Weikersheim là một thị xã ở Main-Tauber district, in Baden-Württemberg, Đức. Đô thị này tọa lạc bên sông Tauber, 9 km east of Bad Mergentheim, Weikersheim có lâu đài Schloss Weikersheim.
Các khu vực dân cư:
Bronn, Elpersheim, Haagen, Honsbronn, Laudenbach, Nassau, Neubronn, Queckbronn, Oberndorf và Schäftersheim, Weikersheim.